# 楊一桂 (萬曆進士)
楊一桂，字伯芳，别号寒质，山西平陽府解州安邑县人，明朝政治人物。

## 生平
萬曆十六年（1588年）戊子科山西鄉試第二名舉人，萬曆二十三年（1595年）乙未科會試第一百八十四名，廷試三甲第一百九十二名进士，刑部觀政，二十五年初授唐县知县，竭力救荒，開渠溉田。矿阉虐民，挺身抗救。三十五年由户部主事擢升監察御史，三十六年奉命巡按陕西，弹劾河西道卢傳元、庆阳府同知潘应相屡执招安，坐致纵横。又言盐法大变，军需匮极。又以停税、罢织二事为请。四十五年巡按辽东，后金攻陷抚顺，以溺职被弹劾去職。

## 家族
曾祖楊振。祖楊鋭。父楊時吉，寿官。母劉氏。具庆下。弟一椿、一棟。娶王氏。